# Cmentarz ewangelicki w Sędzinku
Cmentarz ewangelicki w Sędzinku – nieczynny cmentarz ewangelicki zlokalizowany we wschodniej części wsi Sędzinko, przy szosie na Wilkowo (ul. Wilkowska) w powiecie szamotulskim (województwo wielkopolskie).

## Historia i charakterystyka
Nekropolia o powierzchni 0,15 hektara jest położona na płaskim terenie, około pięćset metrów na wschód od skrzyżowania dróg we wsi, po północnej stronie drogi do Wilkowa. Pochodzi najprawdopodobniej z XIX wieku. Zamknięta została zarządzeniem Ministra Gospodarki Komunalnej 10 marca 1961. W 1993 założono jej kartę ewidencyjną i stwierdzono występowanie starodrzewu: sześciu lip i jednej topoli. Jego część była w złym stanie. Występowało zakrzewienie i zaśmiecenie. Nagrobki nie istniały. 
Obiekt założono na planie prostokąta. Rzut był regularny. 

## Galeria (2022)

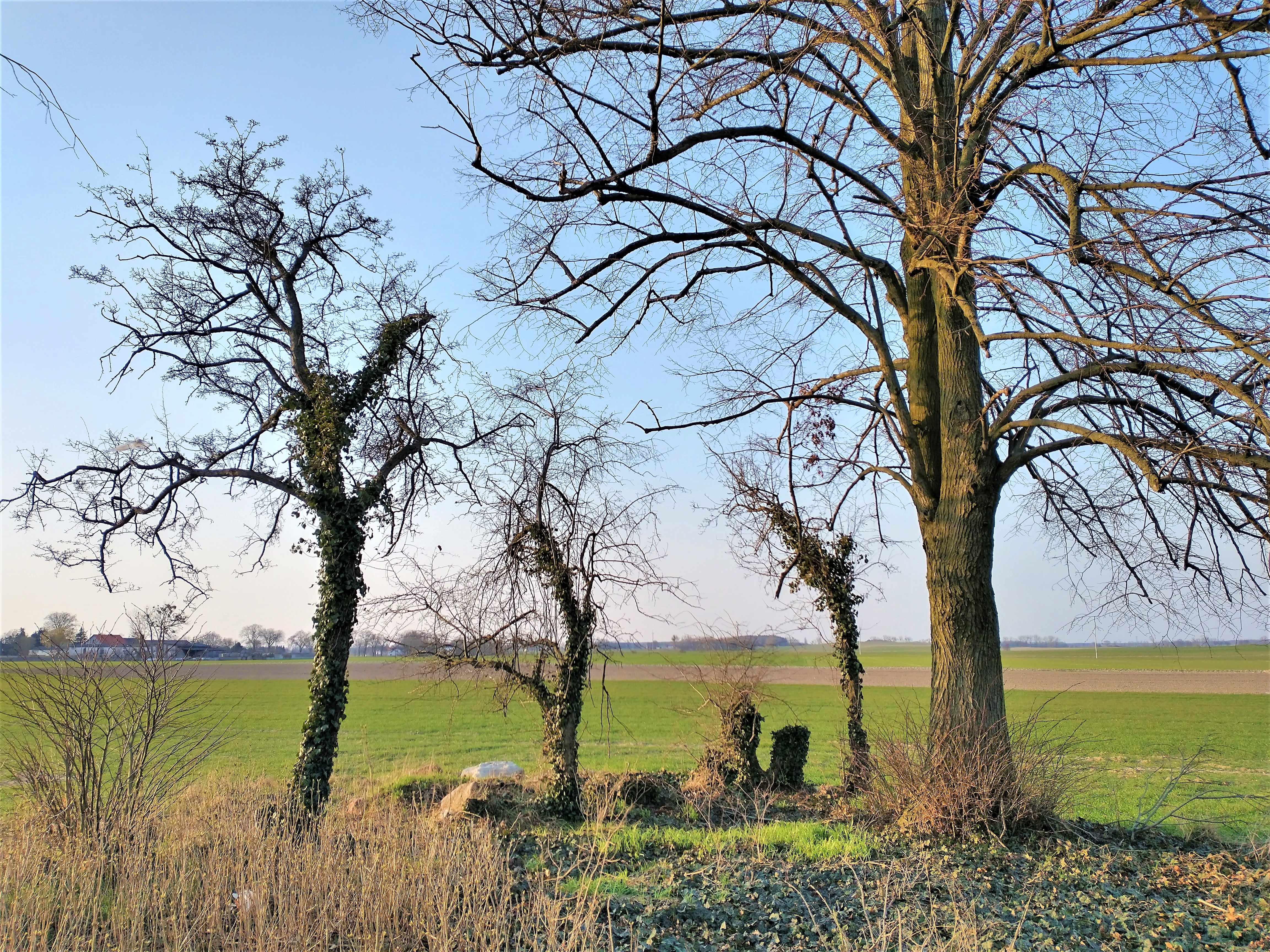
Fragment starodrzewu
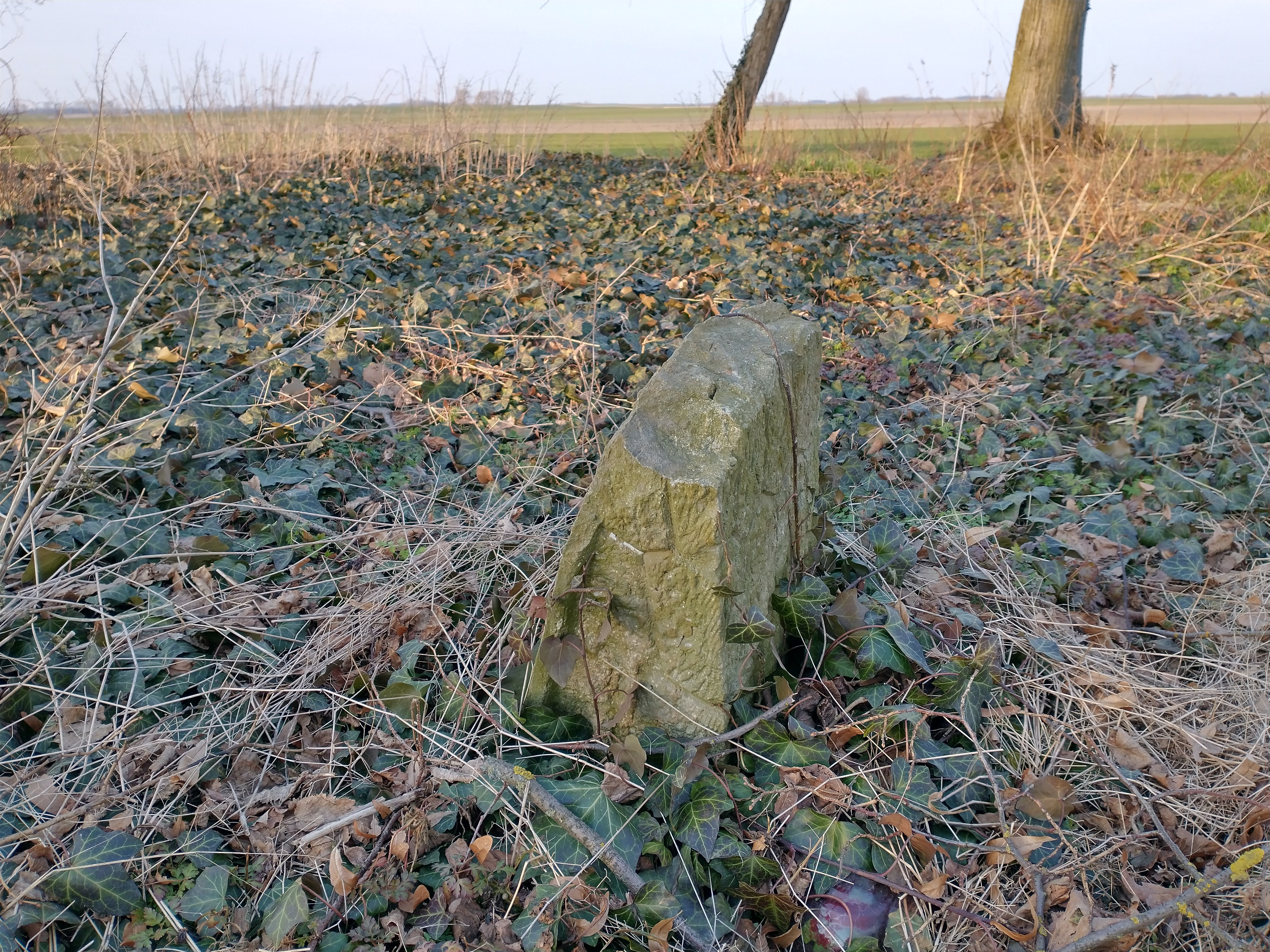
Zachowany nagrobek